# Epimeron
Das Epimeron ist die hintere Chitinskelettplatte des Pleuralbereichs am Brustabschnitt (Thorax) der Insekten. Gemeinsam mit dem Episternum, von dem es durch die Pleuralfalte getrennt ist, bildet es den Hauptteil des Pleurits, seitlich liegt das Flügelgelenk, das durch das Basalare am Episternum und das Subalare am Epimeron gebildet wird.
Das Episternum dient als hinteres Versteifungselement zwischen dem Tergum und dem Sternum. Der Name leitet sich ab von dem griechischen „epi“ für „auf“, „dazu“ und „nach“ sowie dem griechischen „meros“ für „Teil“ oder „Glied“.